# José Ignacio de Arizpe
José (o Juan) Ignacio de Arizpe Cárdenas (31 de diciembre de 1783 - 11 de febrero de 1844) fue gobernador interino de la provincia mexicana Coahuila y Texas, así como alcalde de Monclova y Saltillo, diputado y Vicegobernador de Coahuila y Texas.

## Biografía
Nació el 31 de diciembre de 1783 en Saltillo, Coahuila. Arizpe fue el hijo de Francisco Ildefonso Arizpe Cortes y de Rosalía Loreta Cárdenas Flores. Se sabe que tuvo, al menos, un hermano, Juan Nepomuceno.
Durante un tiempo se dedicó a la agricultura y a la ganadería. Sin embargo, también fue comerciante entre 1809 y 1813, ejerciendo esa labor en Texas. Arizpe sirvió como alcalde de Saltillo, ejerciendo en ese cargo por más de cinco periodos entre los años 1816 y 1839. El 2 de julio de 1821, Arizpe sirvió en la Junta Gubernativa de Saltillo cuyo fin era la proclamación de la independencia de España, aceptando el Plan de Iguala.  En ese mismo año (1821), fue alcalde de Monclova. En 1826 sirvió como Vicegobernador. Fue nombrado oficialmente gobernador de Coahuila el 15 de marzo de 1826 y sirvió hasta el 30 de abril del mismo año. Sin embargo, sería nuevamente elegido gobernador de la misma provincia el 29 de enero de 1827. Fue en esta segunda etapa cuando se unificaron Coahuila y Texas, convirtiéndose en un mismo estado. Arizpe gobernó el estado hasta el 1 de agosto del mismo año (1827). Gobernó Coahuila por tercera vez en 1841. En 1844 ocupó el cargo de senador de México.
Arizpe también sirvió como administrador de rentas de alcabalas y correos.
Arizpe murió el 11 de febrero de 1844 en Saltillo.

## Vida personal
Arizpe se casó con Liberata Ramos y Valdés. 